# Engtroldurt
Engtroldurt (Pedicularis palustris), ofte skrevet eng-troldurt, er en halvsnyltende plante i gyvelkvæler-familien. Den ligner mosetroldurt (Pedicularis sylvatica), men er større (15-50 centimeter høj), hvor mosetroldurt kun er 5-15 cm høj. Desuden er bægeret hos eng-troldurt to-læbet (ikke radiærsymmetrisk) og kun svagt opblæst efter blomstringen.
Engtroldurt er 2-årig og blomstrer i maj til juli (underarten høsttroldurt dog i juli og august).
Grundbladene, som sidder i en roset, er fjersnitdelte og randtakkede, krusede afsnit.

## Underarter
Underarten høsttroldurt (subsp. opsiantha) har sidegrene, der er omtrent lige lange og en mindre krone (14-18 millimeter lang).
Underarten nordlig troldurt (subsp. borealis) er 20-30 cm høj og med få korte grene og en krone på 14-18 mm. Den findes ikke i Danmark.
Underarten subsp. palustris har sidegrene på det nederste af stilken, som er tydeligt længere end de øverste sidegrene, og kronen er større (18-25 mm).

## Habitat
Engtroldurt findes på våde ofte kalkholdige, sure til alkaliske voksesteder, som næringsfattige enge, moser og væld, hvor den snylter på græsser og halvgræsser.

## Udbredelse
Engtroldurt er hjemmehørende i Danmark er ret sjælden i Jylland og på Fyn, men sjælden i resten af landet, og i tilbagegang, hvilket er dokumenteret af undersøgelserne Topografisk-Botanisk Undersøgelse af Danmark og Atlas Flora Danica. Derfor er den på Den danske Rødliste vurderet til Næsten truet. På globalt plan er engtroldurt vurderet som værende Livskraftig (LC).